# Charles-Auguste Marque
Charles-Auguste Marque   (Amiens, 19 de març de 1773 - 29 de maig de 1850) fou marquès de Saporta i compositor francès. Fill de nobles francesos (el seu pare era marquès de Montsallier), casà amb Marie-Thérèse Joséphine de Forbin La Barben, amb la que tingué dos fills (Adolphe i Sophie) tots dos emparentats amb la noblesa francesa. Com a compositor se li publicaren diverses romanços entre ells: L'absence, L'origine de la troisième Grâce, Malvina, i la cançoneta Voilà le plaisir, mesdames.